# Henry des Abbayes
Henri des Abbayes (Henri Robert Nicollon des Abbayes, Vihiers, 15 de juliol de 1898 − Rennes, 21 de maig de 1974) va ser un botànic francès especialitzat en líquens.
Professor titular de botànica a la Universitat de Rennes. Va estudiar la flora de la Bretanya.

## Epònims
- (Asteraceae) Helichrysum abbayesii Humbert[1]
- (Euphorbiaceae) Lingelsheimia abbayesii (Leandri) Radcl.-Sm.[2]
- (Podostemaceae) Ledermanniella abbayesii (G.Taylor) C.Cusset[3]
- (Rubiaceae) Coffea abbayesii J.-F.Leroy[4]

La seva abreujatura botànica és Abbayes